# Thorogobius rofeni
Thorogobius rofeni é uma espécie de peixe da família Gobiidae e da ordem Perciformes.

## Morfologia
- Os machos podem atingir 8,5 cm de comprimento total.[5][6]

## Habitat
É um peixe marítimo e de demersal que vive entre 260–650 m de profundidade.

## Distribuição geográfica
É encontrado no Oceano Atlântico oriental: Golfo da Guiné (na costa dos Camarões).

## Observações
É inofensivo para os humanos.